# リソソーム
リソソーム（英: lysosome）は、真核生物が持つ細胞小器官の1つである。リソゾーム、ライソソーム、ライソゾームまたは水解小体（すいかいしょうたい）とも呼ばれる。膜に囲まれた細胞小器官であり、哺乳類では赤血球を除いてすべての細胞に存在している。細胞質には通常数百個のリソソームが存在しており、細胞内における分解の中心部として機能している。主要な機能はタンパク質、多糖、脂質を各々の構成要素（アミノ酸、単糖、遊離脂肪酸）へ分解すること（異化）である。この分解は、プロテアーゼ、グリコシダーゼ、リパーゼなど、さまざまな酵素によって行われている。
リソソームは1つの脂質二重層によって囲まれており、その内部（内腔）は細胞内の他の部位とは異なる酸性環境に維持されている。この低いpHは、内部に存在する60種類以上の加水分解酵素の至適条件となっている。
リソソームは、エンドサイトーシス経路を介して細胞外の粒子を取り込み、またオートファジー経路を介して細胞内の構成要素を取り込む。また、細胞膜と融合して内容物を分泌することもあり、この過程はリソソームエキソサイトーシス（lysosomal exocytosis）と呼ばれている。リソソームで生じた分解産物は、特定の膜タンパク質または小胞輸送を介してリソソーム外へ輸送され、細胞内の構成要素へリサイクルされたりエネルギー源として利用されたりする。
こうした細胞内のクリアランスや分泌以外にも、リソソームは細胞膜の修復、細胞の恒常性の維持、エネルギー代謝、シグナル伝達、免疫応答といった生物学的過程を媒介している。

## 発見

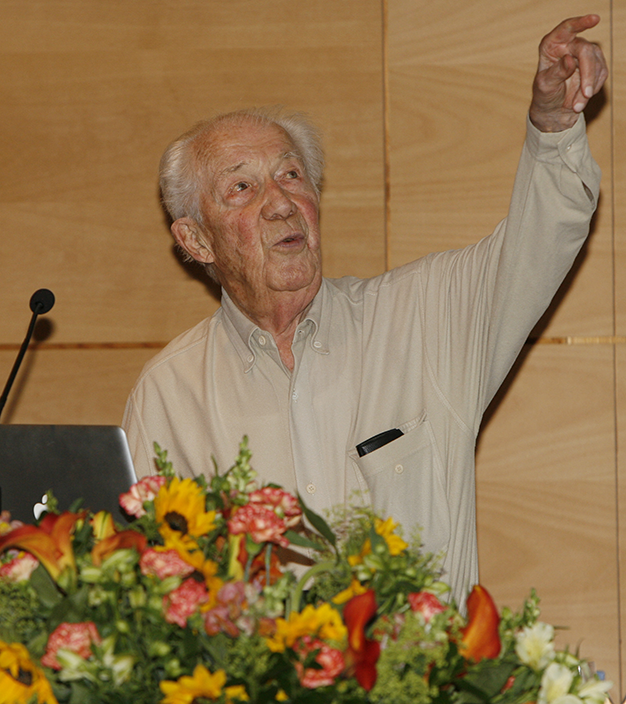
真核細胞の起源に関する自身のアイデアを発表するクリスチャン・ド・デューブ（2012年10月、当時95歳）

リソソームは1950年代にベルギーのルーヴァン・カトリック大学の研究者であったクリスチャン・ド・デューブによって発見された。ド・デューブと彼の研究チームは酸性ホスファターゼなどの加水分解酵素の細胞内分布について、細胞内の区画を単離する細胞分画法を用いて研究を行っていた。そこから、さまざまな生体分子を分解する消化酵素群が含まれた、膜に包まれた細胞小器官であるリソソームの存在が提唱された。
彼のチームは分画遠心法と酵素活性のアッセイによってこの仮説を検証し、こうした細胞小器官がファゴサイトーシスやオートファジーといった細胞内の消化過程に重要な役割を果たしていることを明らかにした。さらに、リソソーム内の消化酵素の存在は電子顕微鏡観察による検証も行われた。ド・デューブの発見は、リソソームの機能に関する新たな研究や、細胞内に未消化物の蓄積が引き起こされる疾患群を理解するための基礎となった。ド・デューブは1974年にノーベル生理学・医学賞を受賞した。

## 機能と構造

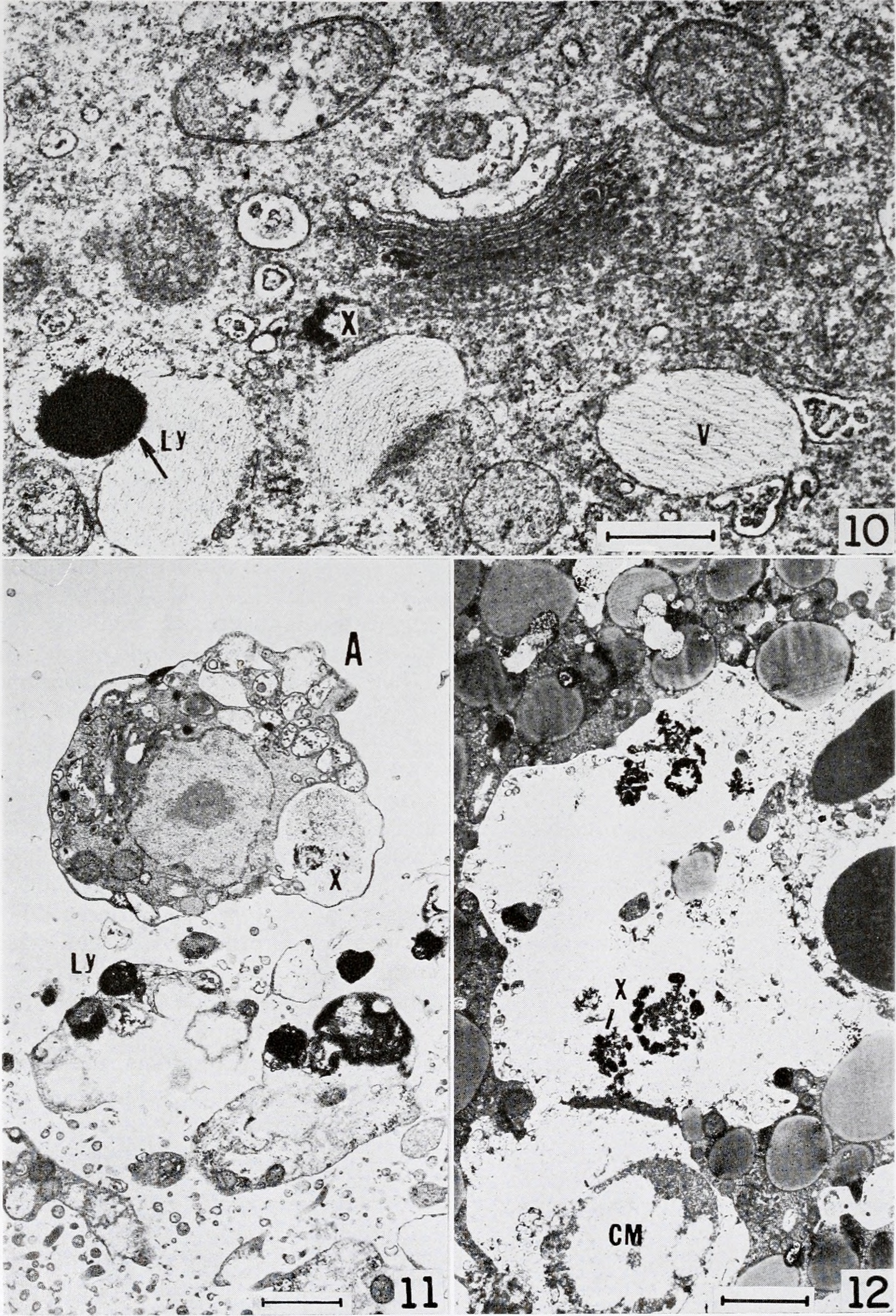
さまざまな小胞区画の透過型電子顕微鏡像。リソソームは"Ly"で示されており、酸性であるため濃く染色されている。

リソソームはその状態や細胞種、また何を消化しているかによって形状やサイズは多様なものとなる。形状は、球状から卵型、時には管状になることもある。サイズは0.1–1.2 μmで、食細胞の中に存在する管状のものの一部は最大15 μmに達する。リソソームは1細胞あたり数百個存在するが、栄養素の枯渇やオートファジーの誘導時にはその数は50個未満になる。
リソソームには細胞内のさまざまな生体分子（ペプチド、核酸、炭水化物、脂質など）を分解するための多様な酵素が含まれている。こうした加水分解を担う酵素群が最大の活性を発揮するためには酸性条件（pH 4.5–5.0）が必要である。リソソームの内部は酸性であるのに対し、細胞質基質はわずかに塩基性（pH 7.2）である。
リソソームの膜は高度なグリコシル化を受けた膜タンパク質が含まれているため炭水化物含量が高いリン脂質二重層であり、リソソーム内に保持されている分解酵素から細胞を保護するグリコカリックス（lysosomal glycocalyx）が形成されている。またリソソームの加水分解酵素はpH感受性があり、細胞質基質の塩基性環境では正しく機能しない。このことは加水分解酵素がリソソームから漏出しても細胞質基質の分子や細胞小器官の分解が起こらないよう保証する機構となっている。
リソソームは重合体の解体以外にも、微生物や細胞を死滅させ、またこれらの残骸を消化することができる。またリソソームはファゴソームと協働することでオートファジーを行い、細胞内の損傷した構造体を除去して単純な化合物へ分解する。こうした化合物は新たな構造体の構築のための材料として利用される。同様にして、マクロファージにおけるファゴサイトーシスではリソソームによってウイルス粒子や細菌が分解される。
またリソソームは、TLR7やTLR9といったToll様受容体を介して病原体の検知の一助となる。抗原へと分解された微生物はMHC分子へロードされて、T細胞へ提示される。この過程は免疫防御の中核である。リソソームの酵素が細胞質へ放出された場合には、lysosomal-mediated programmed cell death（LM-PCD）と呼ばれるプログラム細胞死過程が開始される場合がある。
リソソームはその酸性環境を維持するため、リソソーム膜のプロトンポンプを介して細胞質基質からリソソーム内腔へプロトン（H⁺）をくみ上げている。プロトンの輸送を担うのはV型ATPアーゼ（V-ATPase）であり、塩化物イオン（Cl⁻）の対向輸送はCLC-7 Cl⁻/H⁺アンチポーターによって行われている。この機構によってリソソーム内の安定な酸性環境とイオン恒常性が維持されている。
また、リソソームは栄養素の状態を検知して細胞の代謝のバランスを整える。栄養素が十分に存在するときには、リソソームはmTORシグナルを活性化し、同化（生合成）過程を促進する。一方で飢餓時には、リソソームはオートファジーによる分解を行い、細胞の生存を維持するために構成要素のリサイクルを行う。

## 分解経路

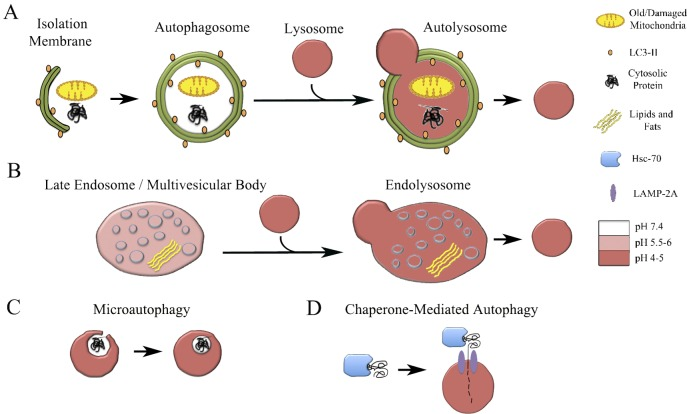
細胞内物質は (A) マクロオートファジー、(B) エンドソームでの分解、(C) ミクロオートファジー、(D) シャペロン介在性オートファジーの4種類の経路でリソソームへ送達される。

エンドソームまたはオートファゴソームに取り込まれた物質の分解は、リソソームとの一過的な相互作用による内容物の交換、もしくは完全な膜融合によるエンドリソソーム（endolysosome）、オートリソソーム（autolysosome）の形成を介して行われる。リソソームは後期エンドソームやオートファゴソームとの融合・分裂を繰り返す酵素貯蔵庫として機能しており、正常な生理的条件下では実際の分解はエンドリソソームやオートリソソームのような一過的な構造体の中で行われている。
複合脂質、膜タンパク質、多糖などエンドサイトーシスによって取り込まれた物質は、まず初期エンドソームへ、続いて腔内膜小胞（intraluminal membrane vesicle）を含む後期エンドソーム（多胞体 [multivesicular body, MVB] とも呼ばれる）へ移行する。その後、後期エンドソームはリソソームとの完全な膜融合、もしくは短期間の膜接触によって内容物を交換した後に分離する"kiss-and-run"機構のいずれかによる相互作用を行う。形成されるエンドソームとリソソームのハイブリッド構造体はエンドリソソームと呼ばれる。
損傷した細胞小器官や誤ったフォールディングを行ったタンパク質のような細胞内の物質は、オートファジー経路によって処理される。オートファジーは自食作用とも呼ばれ、細胞質の一区画を分解のためにリソソームへ送達する一連の細胞過程である。オートファジーには、マクロオートファジー（macroautophagy）、ミクロオートファジー、シャペロン介在性オートファジーと呼ばれる3つの主要なタイプが存在し、それぞれ積み荷がどのようにリソソームへ送達されるかが異なる。そしてリソソームとの融合によって、オートリソソームと呼ばれるハイブリッド構造体が形成される。
- マクロオートファジーでは、誤ったフォールディングを行ったタンパク質や、ポリユビキチン化されたタンパク質、脂質、損傷・老化した細胞小器官、RNA、小胞体断片など細胞質の物質の一部を内包した二重またはそれ以上の膜構造が形成される。こうした小胞はオートファゴソームへと成熟し、分解のためにリソソームと融合してオートリソソームが形成される。オートファゴソームの重要なマーカーはLC3-IIであり、MAP-LC3（microtubule associated protein light chain 3）の脂質修飾された形態である。LC3-IIはこの過程の初期に出現し、分解時に解体される。
- ミクロオートファジーでは小胞形成過程が迂回され、リソソームはピノサイトーシス機構によって、膜陥入を介して周囲の細胞質基質の物質を直接飲み込む。この過程は多胞体における腔内膜小胞の形成過程と類似している。
- シャペロン介在性オートファジーは、KFERQモチーフを有するタンパク質を選択的に分解する経路である。こうした基質はHsc70によって認識され、LAMP2A受容体を介してリソソームへ送達される[13]。

これらの過程によって生じた異化産物は特異的輸送体または小胞輸送を介してリソソームから搬出される。異化産物は細胞質基質への放出またはゴルジ体への送達が行われると、エネルギー産生のためにさらに代謝されるか、もしくは新たな複合分子を形成するための生合成経路で再利用される。また、一部の産物はエキソサイトーシスによって分泌される場合もある。
異化（分解）経路と同化（生合成）経路は互いに連結され、緊密な調節を受けており、エンドサイトーシスやオートファジー経路を介した積み荷のフローは細胞シグナルや栄養素の存在量によって調節されている。一例として、オートファジーは栄養素枯渇によって活性化され、リソソームの分解が完了すると終結する。またリソソーム自体もLYNUS（lysosomal nutrient sensing system）と呼ばれる系によって栄養レベルの検知に直接関与しており、この系はV-ATPアーゼ、Rag GTPアーゼ、mTOR複合体などから構成されている。

## 形成

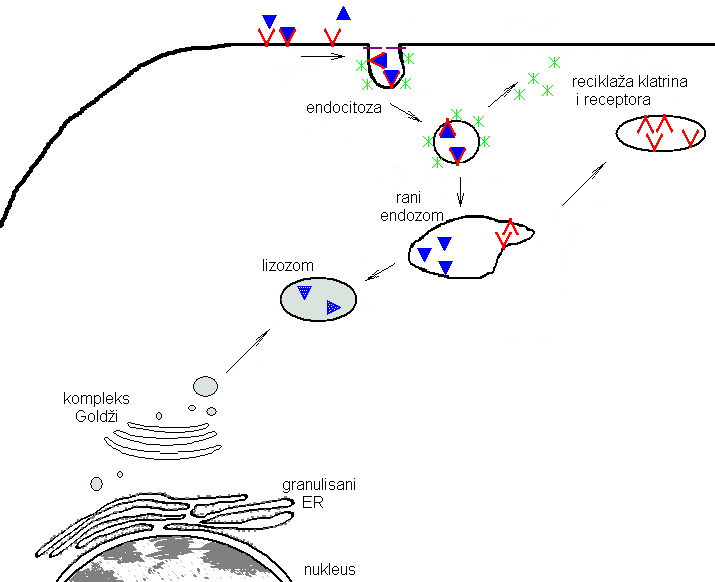
リソソームの形成過程。青い三角形を2つ含む灰色の袋（中央）がリソソーム。細胞膜表面（図中央上）から取り込まれた高分子（青い三角）をくるむ小体、またはゴルジ体（図左下）から出芽した小胞として形成される

リソソームの形成は、加水分解酵素の合成が行われる小胞体で開始される。これらの酵素はその後ゴルジ体へ輸送され、そこで正しい標的化と機能を保証するための修飾を受ける。リソソームへ送られる酵素はマンノース-6-リン酸によって標識され、選別されて小胞へ詰め込まれる。こうした小胞はトランスゴルジ網から出芽し、初期エンドソームと融合する。そして後期エンドソームへと成熟するにつれてプロトンポンプが活性化され、内部環境の酸性化が引き起こされる。こうした酸性環境によって加水分解酵素は活性化され、リソソームへ成熟する。リソソームは細胞の老廃物を分解し、リサイクルする。
リソソーム形成の破綻が生じると、リソソームの機能不全、そして未消化分子の蓄積が引き起こされ、さまざまなライソゾーム病（リボソーム蓄積症）に寄与することとなる。

## 病原体の侵入

ファゴサイトーシスの過程。1. 食細胞は抗原の認識後に粒子を取り込み、ファゴソームが形成される。2. ファゴソームとリソソームの形成によってファゴリソソームが形成される。3. リソソーム内の消化酵素によって、粒子は分解される。

リソソームはウイルスや細菌などの病原体に対する細胞の防御に重要な役割を果たしている。細胞内へ侵入した病原体は多くの場合ファゴソーム内に封入され、その後リソソームとの融合によって形成されたファゴリソソーム内で加水分解酵素によって分解される。リソソームはこのように自然免疫系の重要な部分をなしている。また、リソソームは獲得免疫系においても大きな役割を果たしている。ファゴリソソームによって分解された病原体断片はMHCクラスII分子へ送られ、抗原提示細胞の表面に提示される。そして、ヘルパーT細胞が活性化され、獲得免疫応答が引き起こされる。
エンドサイトーシスを介して細胞へ侵入したウイルスはリソソーム内で分解されるが、一部のウイルスはリソソームを回避する戦略を進化させている。こうしたウイルスはリソソーム内での分解時、完全な分解が行われる前にリソソームから逃避し、ウイルス由来物質を細胞質に拡散して細胞内で増殖する。そのためリソソームは全ての生体分子を効率的に分解する必要があり、言い換えるとリソソーム活性の低さはHIVなどのウイルス感染を高めることとなる。

## 臨床的意義
ライソゾーム病（リソソーム蓄積症）は、リソソームの正常な機能や恒常性の破綻をもたらす遺伝的変異を原因とする代謝疾患群である。こうした疾患では酸性加水分解酵素に変異が生じていることが最も一般的であるが、非酵素的役割を果たしているリソソームタンパク質（可溶性タンパク質の場合も膜タンパク質の場合もある）や、リソソームの機能を制御しているリソソームタンパク質以外の因子に変異が生じている場合もある。こうした変異の結果、分解作用に欠陥が生じ、リソソーム内には未消化または一部しか消化されていない高分子の異常な蓄積が引き起こされる。リソソームの機能不全は、リソソーム膜を越える輸送、小胞輸送、リソソームの再生やオートファジー過程に影響が生じるものである場合もある。
リソソームへの蓄積によるストレスはリソソーム膜の透過性の増大をもたらす場合があり、加水分解酵素が細胞質基質へ漏出して細胞死が開始される。こうした細胞喪失は特に脳、肝臓、眼、筋肉、膵臓などにおける有糸分裂を終えた組織に影響を及ぼし、神経変性、認知障害、運動機能障害といったリソソーム蓄積症に特徴的な症状が引き起こされる。
リソソーム蓄積症の特異的症状の発症年齢は、変異の重症度、影響を受ける細胞種、そしてどのような物質が蓄積するかによって異なる。典型的な臨床症状は小児期発症型の神経変性疾患であり、成人期にはより多様な症状が表出する。大部分の症例では中枢神経系が影響を受けており、脳では全般的な神経変性、炎症、自然免疫系の活性化、アストログリオーシスが引き起こされている。
リソソーム蓄積症への対処として、基質合成抑制療法（substrate reduction therapy）、骨髄移植、遺伝子治療、酵素補充療法などいくつかの治療戦略が開発されている。現時点では、酵素補充療法と基質合成抑制療法が最も広く用いられている。しかしながら既存の治療法の効果は限定的で、また疾患特異的であることが多く、リソソーム蓄積症の大部分には効果的な治療法が存在しない。

### リソソーム指向性
リソソーム指向性（lysosomotropism）とは、親油性の弱塩基化合物がリソソームのような酸性の細胞小器官に蓄積する傾向を有することを意味する。こうした化合物の中性型は膜を容易に通過するが、プロトン化（荷電）型はリソソーム内へ捕捉され、その濃度は最大で細胞外の1000倍となる。こうした作用は数学的モデルによる予測が可能である。
ハロペリドール、レボメプロマジン、アマンタジンなど、リソソーム指向性の挙動を示す承認医薬品は多く存在する。これらの物質の組織血液分配係数の高さや組織滞留期間の長さには脂溶性も寄与しているものの、リソソーム指向性も説明の一助となる。
リソソーム指向性の薬剤の一部は、酸性スフィンゴミエリナーゼのようなリソソーム酵素に干渉する場合がある。去痰薬の1つであるアンブロキソールは、リソソームのpHを中性化し、貯蔵されているカルシウムを放出することでリソソームのエキソサイトーシスを促進する。この作用は、パーキンソン病やリソソーム蓄積症などリソソームの機能不全と関連した疾患で観察されるベネフィットの基礎となっている可能性がある。

### 全身性エリテマトーデス
全身性エリテマトーデス（SLE）は、免疫系が健康な細胞を攻撃する自己免疫疾患である。この疾患では、マクロファージや単球による好中球細胞外トラップや免疫複合体の分解が妨げられる。SLEのマウスモデルではmTORC2活性が慢性的に活性化されており、リソソームの酸性化が損なわれる。その結果、リソソーム内容物はマクロファージ表面へリサイクルされてDNA断片や核内複合体が蓄積し、免疫応答が開始されてSLEと関連した複数の病理が引き起こされると考えられている。